# Straße des Friedens (Kunstprojekt)

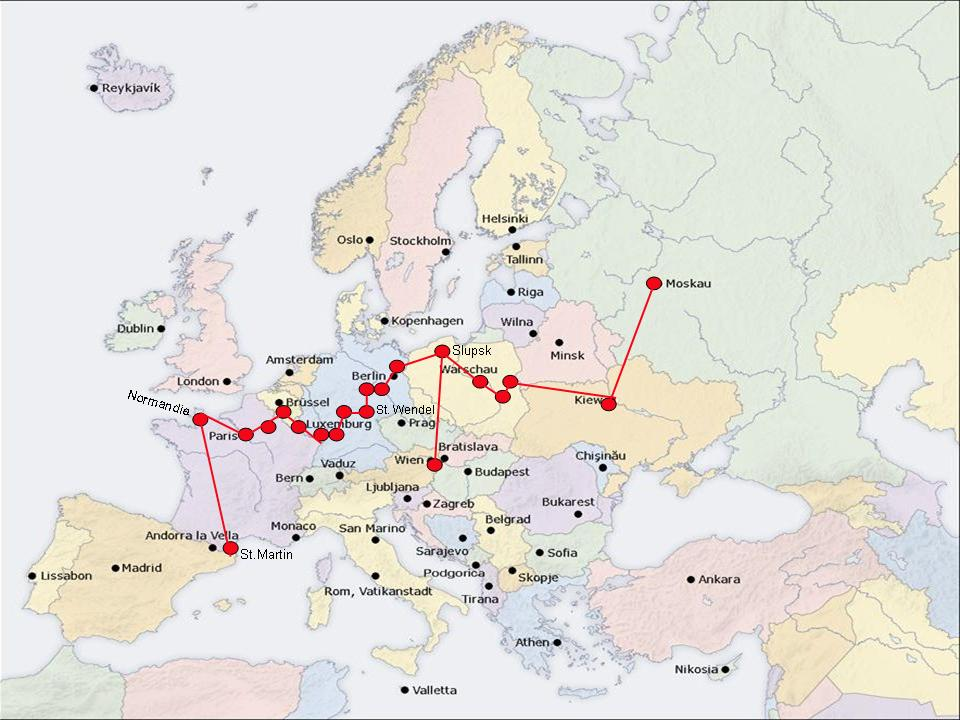
Straße des Friedens

Die Straße des Friedens ist ein künstlerisches Projekt, das der deutsche Maler und Bildhauer Otto Freundlich (* 1887, † 1943) entwickelte.

## Entstehungsgeschichte
Der deutsch-jüdische Humanist und Pazifist Otto Freundlich entwickelte in den 1920er Jahren die Idee einer Völker verbindenden „Straße der Skulpturen Paris-Moskau“ (französischer Original-Name: Une voie de la fraternité et solidarité humaine). Er begriff sie als einen Weg der Brüderlichkeit und der menschlichen Solidarität, sie sollte ein sichtbares Zeichen für die Abkehr von Krieg und menschlicher Gewalt sowie für das friedliche Zusammenleben von unterschiedlichen Nationen sein. Freundlich konnte nach Jahren des Exils in Frankreich und infolge seiner Ermordung durch die Nazis im KZ Lublin-Majdanek seine Idee nicht mehr in die Wirklichkeit umsetzen.

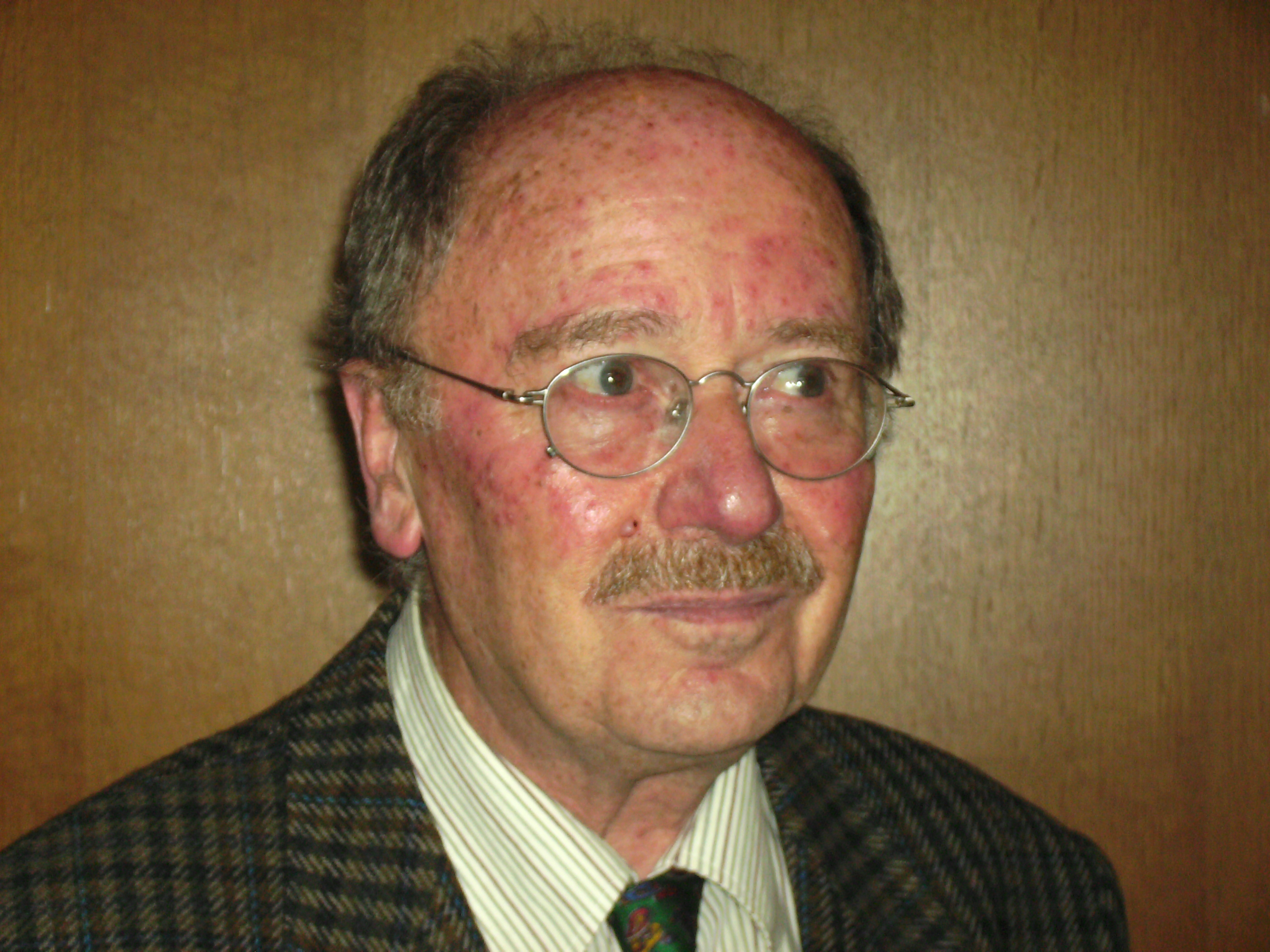
Leo Kornbrust

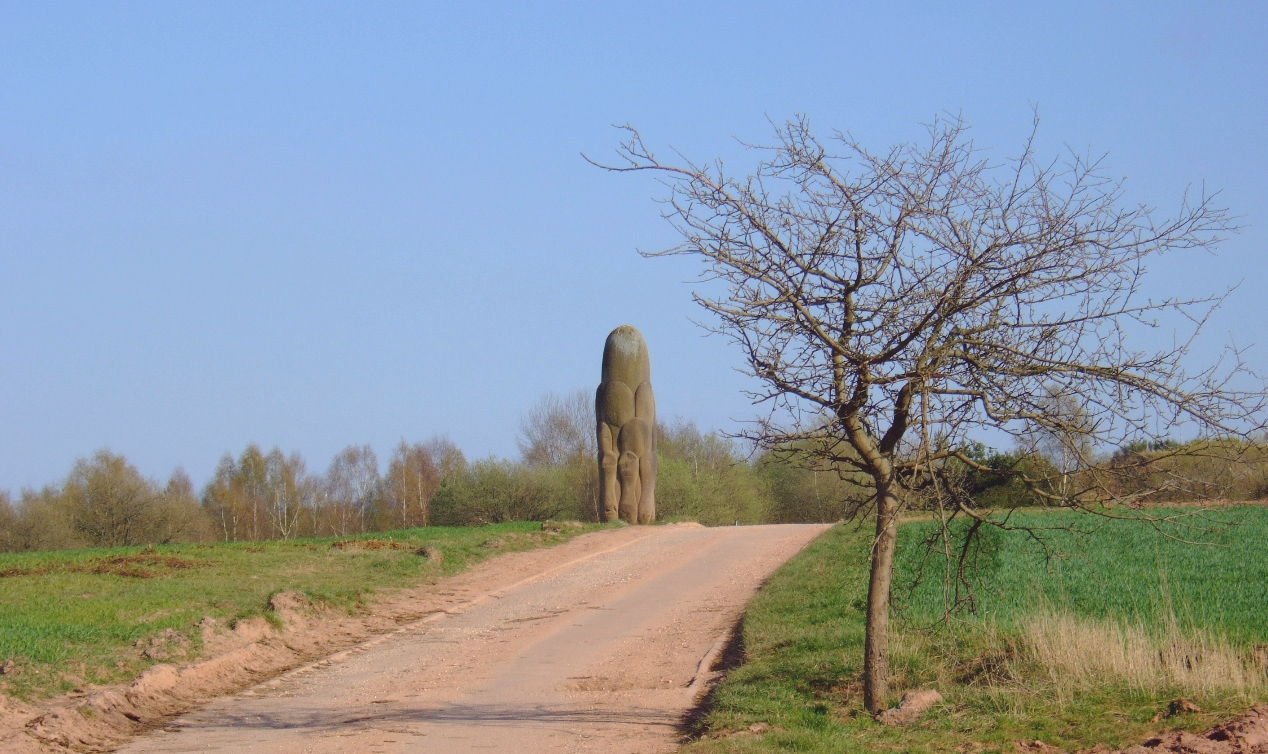
Franz Xaver Ölzant: „Wolkenstein“ (Straße der Skulpturen, Teil der Straße des Friedens)

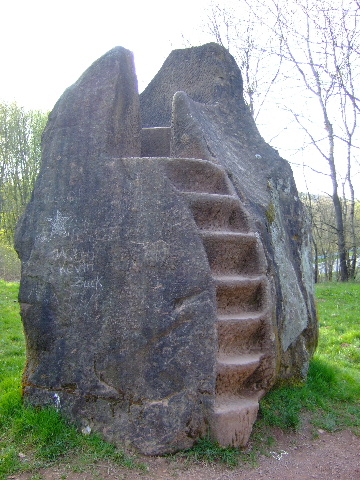
Leo Kornbrust: Liebesthron (1979) / Straße der Skulpturen

Der St. Wendeler Künstler Leo Kornbrust griff 1971 Freundlichs Vision auf und inszenierte im St. Wendler Land eine Straße der Skulpturen, die er als Hommage an den von ihm verehrten Künstler und als erstes Teilstück einer „Straße des Friedens“ verstand. Kornbrust wollte diese Friedensstraße im Sinne Freundlichs weiterentwickeln, sie sollte quer durch Europa von der Normandie bis nach Moskau reichen. Dem Beispiel Kornbrusts folgend gliederte der Merziger Maler und Bildhauer Paul Schneider 1987 seine Skulpturenstraße „Steine an der Grenze“ auf den Höhen des Saargaues mit inzwischen etwa 30 Skulpturen (Stand: 2007) in die Friedensstraße ein. Als nächstes Projekt schloss sich das „Dillinger Stahlbildhauersymposion“ an.

## Beteiligte Projekte / Institutionen
Etliche weitere, grenzübergreifende Bildhauer-Projekte und kulturelle Institutionen stießen sukzessive zur „Straße des Friedens“ hinzu, unter anderen:
- Skulpturenweg Salzgitter-Bad (Salzgitter, Niedersachsen)
- Stiftung für Bildhauerei (Berlin)
- Weltfriedenszentrum (Verdun, Frankreich)
- Le vent des forets (Frankreich)
- Musée Taret Delacour (Pontoise, Frankreich)
- Jardin de Wiltz (Wiltz, Luxemburg)
- Skulpturenstraße (Lultzhausen und Bilsdorf, Luxemburg)
- Centre culturel (Rossignol-Tintigny, Belgien)
- Centre culturel (Bastogne, Belgien)
- Stadt Słupsk (Geburtsstadt von Otto Freundlich, Polen)
- Gedenkstätte des Konzentrationslagers Majdanek (Polen)
- Bildhauerzentrum (Oronsko, Polen)
- Stahlbildhauersymposion (Dillingen/Saar)
- Marmorplastik „Wellen des Lebens“ (Jaroslav Vacek, Europäische Akademie Otzenhausen)
- „Steine am Fluss“, Skulpturen an Obermosel und Saar
- Skulpturenweg Lamspringe–Bad Gandersheim
- „Steine ohne Grenzen“, Skulpturenwege von Brandenburg über Berlin nach Słupsk
- Skulpturenweg Reipoltskirchen; Skulpturenweg an der Wasserburg in Reipoltskirchen/ Landkreis Kusel
- Steinskulptur auf dem Schulhof des Siebenpfeiffer-Gymnasiums Kusel[1]

## Trägerverein
Als organisatorische Basis für das Vorhaben gründete Kornbrust 2004 einen Trägerverein, den „Straße des Friedens – Straße der Skulpturen in Europa – Otto Freundlich Gesellschaft e. V.“ mit Sitz in St. Wendel. Der Verein ist bemüht, neben der Erarbeitung von Dokumentationen und Ausstellungen zum Thema „Straße des Friedens“ auch weitere institutionelle Mitglieder zu werben. Zu seinen Zielen gehört es auch, die Schaffung weiterer Skulpturen anzuregen sowie bereits bestehende Skulpturenparks in die Friedensstraße einzugliedern. Im März 2007 unterzeichnete der Verein mit polnischen Kulturinstitutionen eine Charta über die „Straße des Friedens“, in der grundlegende gemeinsame Positionen zu dem Projekt festgelegt wurden.